# Sanção jurídica
Sanção jurídica é o meio competente estabelecido pelas normas jurídicas para forçar seus violadores (violadores possíveis ou violadores prováveis) a cumprir o que elas mandam, ou a reparar o mal causado pela violação, ou a se submeter às penas legais.

## Etimologia do termo "sanção"
O termo sanção possui duas acepções ou sentidos. Tal fato pode ser explicado pela etimologia do termo: "sancire" significa "tornar inviolável através de um ato solene de natureza religiosa". Afastado o sentido religioso, passou a significar "tornar inviolável através de um ato formal". Assim "sanção" pode "tornar algo inviolável" no sentido de ratificar ou confirmar (por exemplo, sanção presidencial) ou no sentido de tornar algo punível.
A origem permite que se compreenda porque o termo era somente empregado em alusão às punições (sanções negativas) ainda que as recompensas representassem mecanismos uteis para obter conformidade não fosse estranha ao mundo romano.
Na teoria do Direito o conceito de sanção é colocado em relação a questões como a diferenciação entre tipos de normas jurídicas e a análise de sua estrutura, o conceito de relação entre direito e força, ou seja, com o papel da coerção no direito.

## Diferentes conceituações do termo "sanção jurídica"
Tendo em vista os diferentes sentidos do termo e seu emprego ao longo da história, os autores possuem diferentes conceituações acerca do termo “sanção”.
Segundo Hans Kelsen as sanções são estabelecidas pela ordem jurídica com o fim de ocasionar certa conduta humana que o legislador considera desejável na forma de um prêmio ou pena.
Nas comunidades primitivas/religiosas predominavam as sanções transcendentes que provinham de uma instância sobre-humana, supra-social, ou seja, se realizam fora da sociedade. As sanções socialmente imanentes, por sua vez se realizam dentro da sociedade e são executadas por homens, membros desta sociedade. Podem se caracterizar pela simples aprovação ou reprovação expressa de alguma maneira ou determinados rigorosamente pelo ordenamento social e seriam, portanto, sanções socialmente organizadas.
Norberto Bobbio, por sua vez define sanção jurídica como um novo critério para identificar normas jurídicas. Ela se distancia das demais formas de sanção (moral e social) por ser externa e institucionalizada – e portanto evitar inconvenientes da ausência de eficácia e proporção entre violação e resposta.
Ela é externa porque consiste em uma reação da comunidade e não em uma repreensão ou “arrependimento” realizado pelo próprio indivíduo infrator da norma; e é institucionalizada porque segue regras precisas oriundas da mesma fonte produtora das normas cujo cumprimento se deseja garantir.
Da externalidade e institucionalidade da sanção jurídica decorre que para toda norma prescritiva de deveres jurídicos (norma primária) corresponderá uma sanção jurídica de características previamente delineadas e cuja aplicação será realizada por pessoas especificamente encarregadas para tal função. A sanção é classificada portanto, como uma norma secundária.
Norberto Bobbio, observa ainda que, no Estado contemporâneo, o sistema normativo não se exprime unicamente sob a forma de previsões punitivas, na medida em que a técnica tradicional de intimidação vai cedendo lugar à técnica da estimulação, sendo, atualmente, bastante relevante o número de medidas positivas de reforçamento da ordem jurídica. O autor argumenta que a passagem, da concepção negativa à concepção positiva do Estado, do Estado Liberal ao Estado Social, acarretou um acréscimo das normas que requerem uma intervenção positiva dos cidadãos, não se contentando apenas com a proibição.
Gofredo da Silva Teles Júnior apresenta uma definição de sanção jurídica que estabelece sua relação com a norma jurídica. Segundo o autor sanção jurídica seria aquilo que o lesado está legalmente autorizado a exigir e a impor como consequência da violação de uma norma jurídica. Para o autor toda norma jurídica,pelo fato de ser autorizante, está ligada necessariamente a suas sanções jurídicas. Usadas ou não, as sanções jurídicas estão sempre prescritas pelas normas jurídicas exercendo a função de garantia de seu cumprimento. Goffredo Telles Junior apresenta sanção jurídica que estabelece sua relação com a norma jurídica. Segundo o autor sanção jurídica seria aquilo que o lesado esta legalmente autorizado a exigir e a impor como consequência da violação de uma norma jurídica. Para o autor toda norma jurídica,pelo fato de ser autorizante, esta ligada necessariamente a suas sanções jurídicas. Usadas ou não, as sanções jurídicas estão sempre prescritas pelas normas jurídicas exercendo a função de garantia de seu cumprimento.
O autor postula também - diferentemente de outros estudiosos - a inexistência das chamadas “sanções premiais”. Para Telles Junior essa nomeação é imprópria e conduz ao erro uma vez que a sanção se prende à mandamentos jurídicos, mas sim recompensas e prêmios ligados à comportamentos valiosos e meritórios, mas comportamentos fortuitos, não exigidos por normas autorizantes. Assim, direitos e vantagens não seriam sanções.

## Tipos de sanção de acordo com ramo do Direito
Do acordo com alguns doutrinadores a sanção jurídica pode ser tipificada de acordo com ramos do Direito:
Direito Administrativo: sanção administrativa, sanção disciplinar, sanção invalidativa
Direito civil: sanção civil, sanção compensatória, sanção de anulação, sanção de nulidade, sanção direta, sanção patrimonial, sanção reparadora, sanção repressiva, sanção restitutiva.
Direito Constitucional: sanção expressa, sanção negativa, sanção parcial, sanção positiva, sanção presidencial, sanção tácita, sanção total
Direito Comparado: sanção real
Direito Internacional Público: sanção diplomática, sanção econômica
Direito Penal: sanção patrimonial, sanção penal, sanção penal tributária, sanção pessoal, sanção preventiva, sanção repressiva
Direito processual: sanção adveniente, sanção processual
Direito Processual Civil: sanção acauteladora, sanção de anulação, sanção de nulidade, sanção indireta, sanção pessoal
Direito Tributário: sanção tributária
Teoria Geral do Direito: sanção desfavorável, sanção externa, sanção premial, sanção social
Espécies
(classificação) de norma jurídica  
Origem: Wikipédia, a enciclopédia livre.
O
mundo normativo é variado e múltiplo, podemos destacar alguns critérios de classificação sobre a norma jurídica:
·        
Quanto as fontes
Segundo os meios e processos pelos quais o direito se manifesta, temos:
a)
Normas Legais
São as que resultam do processo legislativo.
b)
Normas costumeiras ou consuetudinárias
São as que resultam dos usos e costumes jurídicos.
c)
Normas jurisdicionais ou jurisprudenciais
São as que resultam do processo jurisdicional.
d)
Normas negociais
São as que surgem como produto da autonomia da vontade.
A
importância das normas assim classificadas leva-nos a tratá-las com mais demora e profundidade
·        
Quanto ao destinatário.
O
destinatário geral da norma jurídica é o homem, todavia é possível que a norma jurídica pode-se dirigir também a outras normas jurídicas. É possível destacar, a partir deste critério, o alcance da norma jurídica. Assim, as normas jurídicas podem abranger grupos muito amplos ou determinados indivíduos ou situações especificas.
·        
Quanto ao modo de enunciação.
As normas jurídicas podem ser escritas, orais ou mesma expressas de modo não verbal (p. ex., semáforo).
·        
Quanto à finalidade.
A
norma jurídica pode ser proibitiva, permissiva (porque proíbe outros) ou preceptiva, tendo em vista a descrição de uma conduta ou um comportamento.
Todavia, a norma jurídica também pode dirigir-se apenas a diretrizes, intenções e objetivos. É o caso das normas jurídicas programáticas.
·        
Quanto à extensão espacial.
As normas jurídicas podem incidir em variados espaços e respeitar determinados limites espaciais de incidência. As normas jurídicas podem ser:
-
Direito externo: são as compõem o ordenamento jurídico vigente em territórios distintos do nacional (países estrangeiros).
-
Direito interno: as normas jurídicas que vigoram no território nacional;
compõem o direito positivo de determinado país.
Quanto às normas do Direito Interno Brasileiro, segundo o âmbito que lhes é próprio, eles se distinguem em em:
a)
Nacionais: são aquelas que se destinam à totalidade do
Estado Federal, a todos se aplicando, independentemente de sua localização espacial no território brasileiro; vigoram, portanto, em todo o território nacional, aplicando-se a todos os brasileiros.
b)
Federais: são as emanadas pela União e apenas aplicáveis à União e seus próprios agentes, órgãos e instituições, não podendo obrigar os Estados-Membros e Municípios; aplicam-se, pois, em todo o território brasileiro, mas somente àqueles que a ela se acham submetidos.
c)
Estaduais e Municipais: são as editadas pelo órgão competente dos Estados-Membros ou Municípios e destinam-se a vigorar apenas em parte do território brasileiro, ou seja, nos respectivos
Estados e Municípios.
·        
Quanto a vontade das partes
a)
Normas cogentes ou de ordem pública
Taxativas ou cogentes, quando estabelecem comportamentos obrigatórios ou proibidos, não podendo ser afastadas pela vontade das partes, por abrangerem conteúdos de caráter fundamental. Exemplo: O Pagamento de um tributo é uma norma cogente.
b)
Normas dispositivas ou supletivas
Dispositivas, quando estabelecem comportamentos permitidos, podendo ser afastadas pela vontade das partes por se referirem aos interesses particulares, podendo ou não serem adotadas. Exemplo: A adoção de um regime de separação de bens no casamento, salvo exceções, é uma norma dispositiva.
c)
Normas preceptivas, proibitivas e permissivas
Preciptivas, quando nos obrigam a algo.
Proibitivas, quando nos punem por algo.
Permissivas, quando expressa uma liberdade de ação. (Exemplo: Norma legal que regulamenta o
Divórcio)
·        
Quanto ao tempo.
As normas podem variar conforme o momento de vigência. As normas jurídicas podem ser validas permanentemente, provisoriamente ou temporariamente. A permanência diz respeito ao tempo de cessação da vigência e não ao tempo de início. Isto é, uma norma é permanente mesmo que o prazo inicial seja posposto à promulgação
– vacatio legis. Nesse último caso, a norma jurídica pode possuir incidência imediata e incidência mediata.
·        
Quanto às conseqüências.
As normas jurídicas podem ser divididas em normas de conduta e normas de sanção tendo em vista suas conseqüências. As normas de conduta, pelo critério de finalidade, podem exprimir uma obrigação, proibição ou permissão. As normas de sanção indicam conseqüências do descumprimento da norma de conduta.
·        
Quanto à estrutura.
As normas jurídicas podem ser normas autônomas e normas dependentes. As normas jurídicas autônomas são as que tem por si um sentido completo, isto é esgotam a disciplina que estatuem. É o caso de uma norma que revoga a outra. As normas jurídicas dependentes exigem combinação com outras normas jurídicas, em relação a estrutura. São dependentes porque estatui o comportamento e por isso se liga a outra, que lhe confere sanção.
·        
Quanto à subordinação.
As normas jurídicas podem ser normas-origem e normas-derivadas. Normas-origem são as primeiras de uma série. As demais normas da série, que remontam à norma-origem, são derivadas e mestrada de kelven jose.
·        
Quanto ao autorizamento as normas jurídicas podem classificar-se em;
            1) Mais que perfeitas: São as que por sua violação autorizam a aplicação de duas sanções: a nulidade do ato praticado ou o restabelecimento da situação anterior e ainda a aplicação de uma pena ao violador. Como exemplo desta norma, podemos citar o Código Civil, a  violação acarreta nulidade do ato ou restabelecimento da situação anterior, com imposição de pena ou castigo.
Ex: Não podem casar pessoas casadas. (Art. 1521 Inciso XI do C.C.) A violação acarreta nulidade do casamento e punição penal do culpado. (Art. 235 do C.P.), art.
183, VI, que estatui: " Não podem casar as pessoas casadas": como a violação dessa disposição legal, autoriza a norma que se decrete a nulidade do casamento; realmente estabelece o Código Civil, no art. 207, que: " É nulo e de nenhum efeito o casamento contraído com infração de qualquer dos ns. I a
VIII do art. 183", e que se aplica uma pena ao transgressor, como dispõe  o Código Penal no seu art. 235:
"  Contrair alguém, sendo casado, novo casamento. Pena: reclusão de 2 a 6 anos"
            2) Perfeitas: São aquelas cuja violação as leva a autorizar a declaração da nulidade do ato ou a possibilidade de anulação do ato praticado contra sua disposição e não a aplicação de pena ao violador.
São exemplos dessa norma: Código Civil, art. 235: " O marido não pode, sem o consentimento da mulher, alienar bens imóveis"; Código Civil, art. 408:
" Nula é a nomeação (testamentária) de tutor pelo pai ou pela mãe que, ao tempo de sua morte, não tenha o pátrio poder".
            3) Menos que perfeitas: São as que autorizam, no caso de serem violadas, a aplicação de pena ao violador, mas não a nulidade ou anulação do ato que as violou. Como exemplos temos o Código
Civil, (Art. 1523 Inciso I do C.C.) portanto se acontecer o casamento, norma foi violada mas não esta nulo o novo matrimonio, porque a referida norma não autoriza que se declare a nulidade de tal ato. Toda via, deve-se observar o
Art. 1641 do C.C. que diz: “É obrigatório o regime de separação de bens no casamento das pessoas que o contraírem com inobservância das causas suspensivas da celebração do casamento.  art. 183, XIII: " Não podem casar viúvo ou viúva que tiver filhos de Cônjuge falecido, enquanto não fizer inventário dos bens do casal e der partilha aos herdeiros". Violada esta norma, não está nulo o novo matrimônio, porque a norma não autoriza que se declare a nulidade desse ato; com efeito, o art. 225 do Código Civil diz: " O viúvo ou viúva com filhos do cônjuge falecido, que se casar antes de fazer inventário dos bens di casal e der partilha aos herdeiros, poderá o direito ao usufruto dos bens dos mesmos filhos".
            4) Imperfeitas: São aquelas cuja violação não acarreta qualquer conseqüência jurídica. São normas sui generis, Para Gofredo Telles, não são propriamente normas jurídicas, pois estas são autorizantes
Caso típico são as obrigações decorrentes de dívidas de jogo, dívidas prescritas e juros não convencionados.
            "A
dívida de jogo deve ser paga"; essa norma não é, contudo, positiva, não a encontramos no código civil brasileiro, não está prescrita em norma jurídica; assim sendo, o lesado pela sua violação não poderá, certamente, exigir o seu cumprimento, de modo que ninguém pode ser obrigado a pagar tal débito, já que a referida norma não é autorizante. 
Ex: São as obrigações de correntes de dívidas de jogo, dívidas prescritas e juros não convencionados. “As dívidas de jogos ou de aposta, não obrigam o pagamento. Assim sendo se violado este preceito a referida norma não autoriza o credor a exigir seu adimplemento, mas caso o devedor pague a divida ele não poderá exigir a devolução do que voluntariamente pagou, visto que a norma jurídica não autoriza isso, isto é pagou não terá direito de pedir de volta.”(Art. 814 do C.C.).
            O
Código Civil chega até a dispor expressamente, no art. 1.477, que: "As dívidas de jogo ou aposta não obrigam a pagamento...". Logo, se violado, a referida norma não autoriza o credor a exigir o seu adimplemento.